# 半履帶車

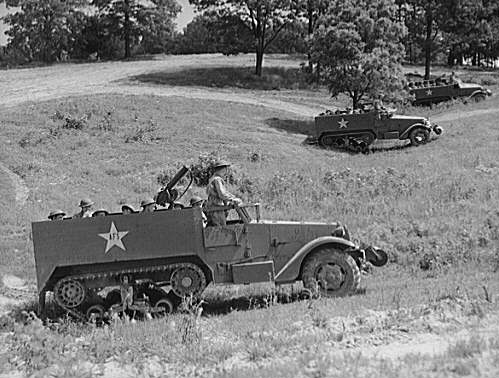
二戰美國的M3半履帶車

半履帶車（half-track）泛指車輛與地面接觸，負責傳動的並非全部使用履帶，也可以說是混合傳動型態的車輛。最常見的混合方式是以履帶和車輪並存。

## 設計及特點
半履帶車的設計是針對早期履帶與車輪兩種傳動系統的缺點。履帶車輛的越野能力較好，但是乘載重量受到限制，同時履帶的壽命，尤其是在越野的環境下較短，生產成本上，履帶也比輪型車輛要高。車輪的壽命也高於履帶，同時輪型車輛能夠搭載的重量較高，可是使用車輪的車輛在高乘載重量時所能夠通過的地形非常有限，並且在惡劣天候下的行走能力遠不如履帶車輛。另外半履带车造价并未像设计者预期的那样大幅度低于全履带车，机动能力也并未像设计者预期那样大幅优于轮式车辆，总体而言，半履带车与其说综合履带与轮式车辆的优点不如说综合了双方的缺点。
二次世界大戰期間是使用半履帶車輛的高峰時期，像是德國與美國都曾經生產數量眾多的半履帶車輛擔任運輸或者是作戰任務。這些車輛的共通點是前方採用車輪，後方則是履帶推進的部分，德國曾經製過機車型態的半履帶車輛（Kettenkrad）。除了提升越野與載重能力之外，這些半履帶車的駕駛方式與一般大卡車接近，比較容易找到駕駛人員，在戰爭中也證明是十分有效率的。

## 現役

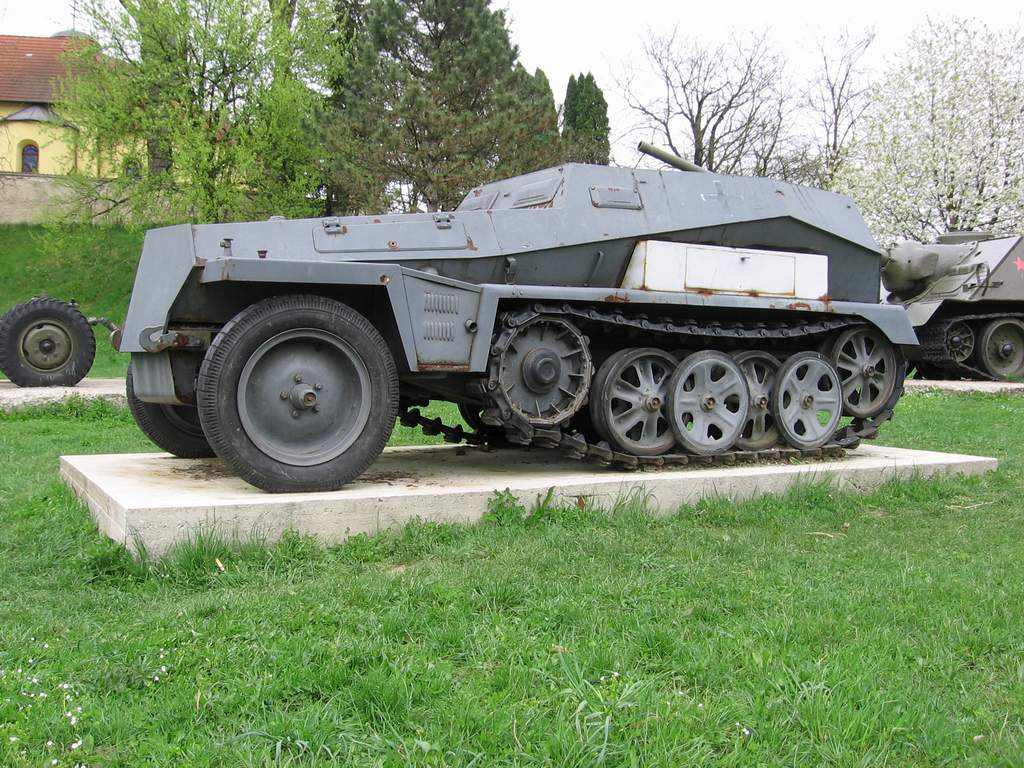
二戰德國SdKfz 250半履帶裝甲車

以色列是少數在二次世界大戰之後還持續大量使用半履帶車輛的國家，其他國家除了接受生產國家的軍事援助以外，半履帶車輛大多都退出現役狀態。

## 軍用半履帶車輛列表
- M2/M3半履帶車系列
- SdKfz 250/SdKfz 251系列
- Mercier Moto Chenille
- Kettenkrad

1. ↑  . www.britannica.com.   [2025-06-12]. （原始内容存档于2025-06-12） （英语）.
2. ↑  . IDF ARMOR חיל השריון-צה"ל.   [2025-06-12]. （原始内容存档于2025-06-12）.